# Skibet
Skibet is een plaats in de Deense regio Zuid-Denemarken, gemeente Vejle. De plaats telt 1963 inwoners (2008).